# Вейч, Иоганн Фридрих
Паша Иоганн Фридрих Вейч (нем. Pascha Johann Friedrich Weitsch; 16 октября 1723, дер. Гессендамм, герцогство Брауншвейг — 6 августа 1803, Зальцдалум, герцогство Брауншвейг) — немецкий художник-пейзажист и рисовальщик.

## Биография

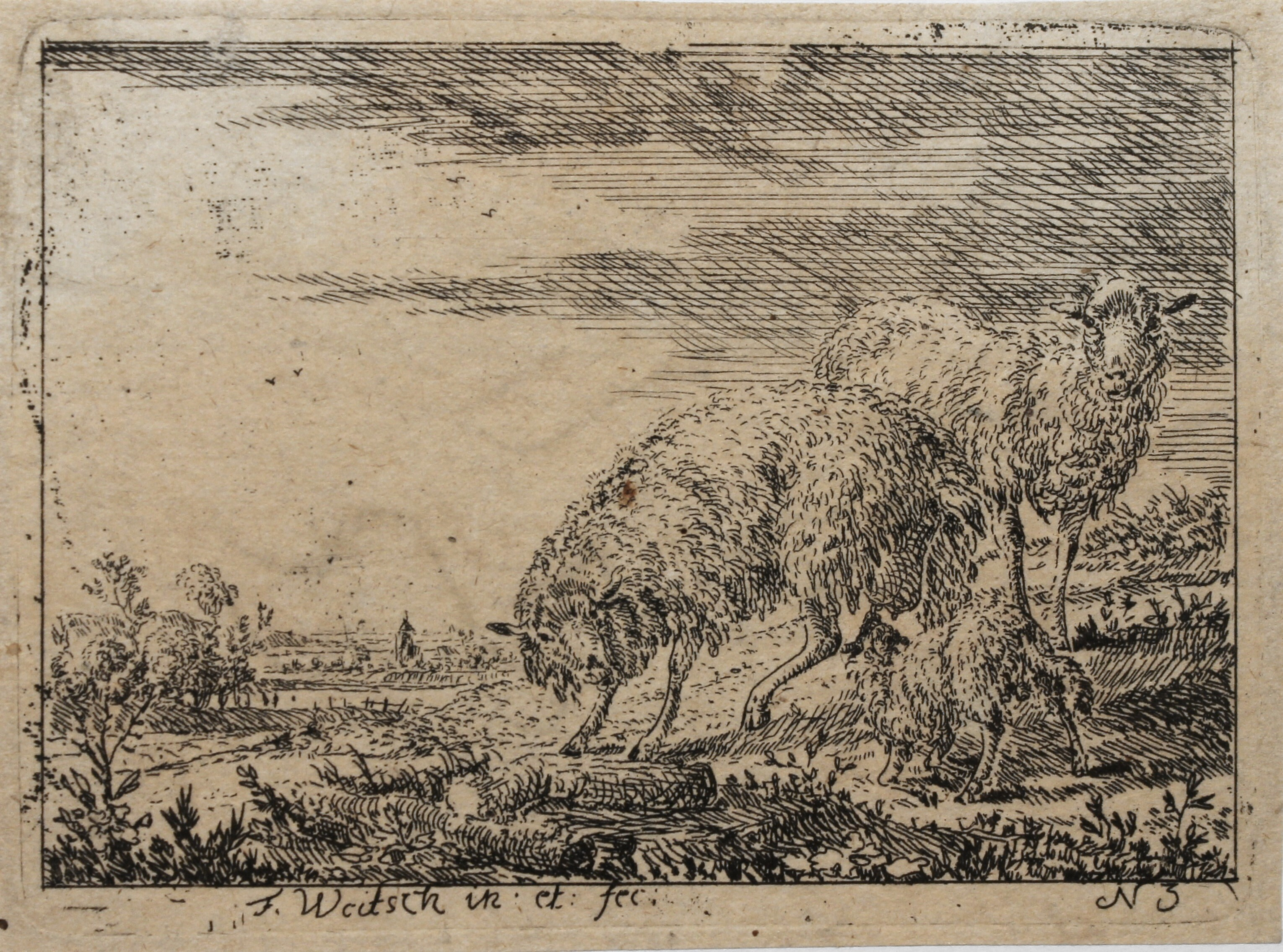
Ландшафт с овцами, офорт № 3 из 11, 1766

Родился в семье плиточника Даниэля Вейча († 1754) и Анны Маргареты († 1737). Небольшое время посещал латинскую школу в Остервике, а затем работал в качестве клерка в Вольфенбюттеле. Три с половиной года находился в услужении у некоего капитана фон Блюма в Брауншвейге, и в 1744 году пошёл в армию солдатом.
В свободное от военной службы время усовершенствовал навыки рисования путём копирования картин с таким успехом, что был принят в 1756 году художником по фарфору на мануфактуре в Фюрстенберге. С 1760-х годов писал картины маслом, главным образом, с пейзажами Брауншвейга и гор Гарца. В 1780 году вместе с Иоганном Генрихом Рамбергом осуществил поход по горам Гарца, оформив после путешествия альбом с десятком рисунков «Взгляды из Гарца». Несколько десятилетий работал на мануфактуре семьи Штабвассер по производству лаковой расписной посуды в Брауншвейге в качестве художника и наставника. Предпринял ознакомительные поездки для обучения живописи в Кассель, Амстердам и Брюгге.
В 1784 году был избран членом Академии художеств в Дюссельдорфе.

В 1789 году был назначен инспектором картинной галереи в герцогском дворце Зальцдалум.

В 1795 году избран членом Прусской королевской академии искусств в Берлине.

Умер в 1803 году в Зальцдалуме(герцогство Брауншвейг).

## Семья
Был женат с 1748 года на Анне Штоп (Anna Stop) и имел с ней двух сыновей:
- Фридрих Георг Вейч (1758—1828) — художник и гравёр, академик и ректор Дюссельдорфской академии художеств, королевский придворный живописец.
- Иоганн Антон Август Вейч (1762—1841) — художник, с 1803 года инспектор галереи Зальцдалум.

После смерти первой супруги женился в 1783 году второй раз на Софии Гельмкампф (Sophia Helmkampf). Брак бездетный.

## Работы
Одной из его наиболее важных работ в росписи на фарфоре считается столовый сервиз с ландшафтными мотивами для герцога Карла I Брауншвейгского, изготовленный в 1768—1769 гг.
В Музее герцога Антона Ульриха хранится 216 рисунков Вейча, там же и картина «Вид на долину реки Бодо со скалы Росстраппе», 1769 г.
Остальные картины Иоганна Вейча находятся в Музее города Брауншвейга.